# Sint-Bartholomeuskerk (Waanrode)
De Sint-Bartholomeuskerk is een kerk in het Belgische dorp Waanrode. Het is de parochiekerk van de Sint-Bartholomeusparochie.
Over de oorsprong van de Sint-Bartholomeuskerk is niets bekend. Ze wordt reeds in 1139 vermeld in het Latijn als ecclesia, en op 31 mei 1272 erkennen de zonen van ridder Hendrik van Velp dat de tienden en het patronaat over de kerk van Waanrode wel degelijk aan de abdij Maagdendal toebehoren.

## Architectonisch
- Doopvont: 13e eeuw
- Gotische grafsteen: 1510
- Torenmonstrans: 1610, een gift van graaf d'Aerschot de Schoonhoven
- Koorgestoelte en kansel: renaissancestijl uit de 17e eeuw
- Praalgraf: 19e eeuw
- Orgel: 1817
- De kerk zelf: gotisch koor en noordersacristie (16e eeuw); neogotisch schip en zijbeuken (1902)
- Gedenkplaat: 1898, ter nagedachtenis van de slachtoffers van de Franse Revolutie

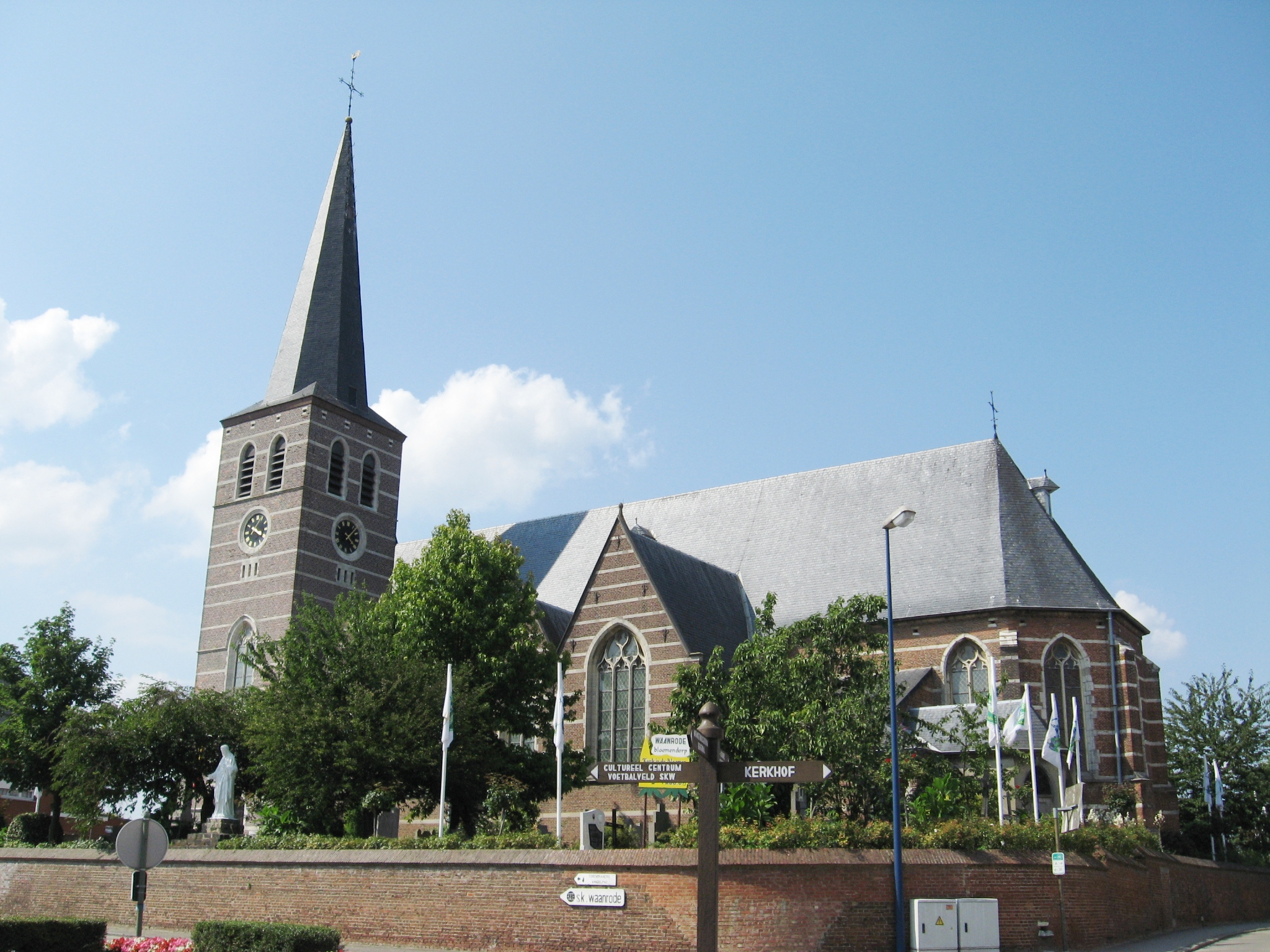
Sint-Bartholomeuskerk

## Bloemendorp
In 2005 werd de kerk mee betrokken bij de jaarlijkse bloemenfeesten van het "bloemendorp" Waanrode (zie afbeelding), onder de noemer "Kerk in de bloemen".

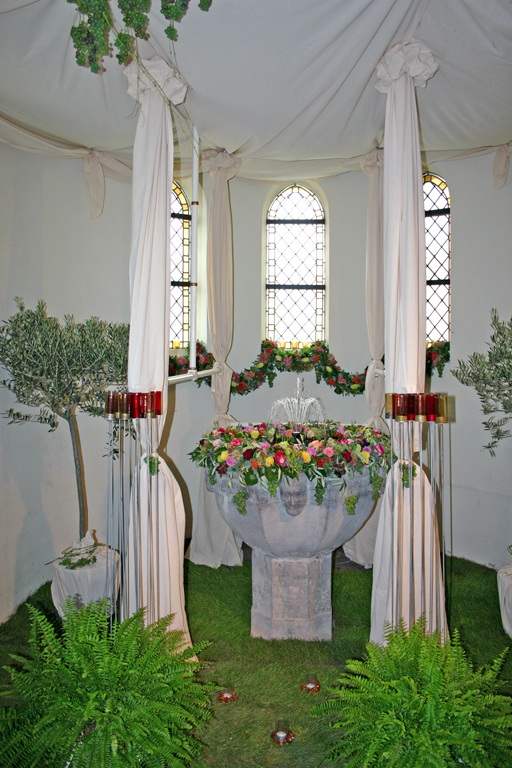
Bloemenfeesten - Kerk in de bloemen